# Louis Peglion
Louis Peglion est un coureur cycliste français, né le 8 mars 1906 à Marseille et mort le 12 août 1986 dans la même ville.

## Biographie
Il devient professionnel en 1930 et le reste jusqu'en 1933. Il remporte une victoire. 
En 1931, il apparait dans on propre rôle dans le film Hardi les gars ! réalisé par Maurice Champreux,.

## Palmarès
- 1927
  - 2e du championnat de France des sociétés
- 1930
  - 14e étape du Tour de France
- 1931
  - 3e du Grand Prix de Nice
  - 4e de Paris-Tours
  - 7e du Tour de France

## Résultats sur le Tour de France
4 participations
- 1930 : 14e, vainqueur de la 14e étape
- 1931 : 7e
- 1932 : 47e
- 1933 : éliminé (8e étape)